# 氯羟硼钙石
氯羥硼钙石（英語：Hilgardite）
是一種硼酸鹽礦物，化學式為Ca2B5O9Cl•H2O。透明，有玻璃光澤。它呈無色到淺粉紅色，帶有白色條紋。莫氏硬度為5。屬三斜晶系。晶體有時呈扭曲的三角形板片形狀。並具同质异形体。 .
該礦石名稱以地質學家Eugene W. Hilgard（1833-1916 年）的名字命名。於1937年首次在美國路易斯安那州伊貝維爾教區的喬克托鹽丘被發現。 它是一種罕見的副礦物，分佈在世界上的蒸發岩和鹽丘中。 
標準產地在密西西比州韋恩縣和美國阿拉巴馬州克拉克縣的 Louann 鹽層，以及加拿大新不倫瑞克省蘇塞克斯附近的 Penobsquis 和鹽泉蒸發。 其它報道的地區包括：德國下薩克森州哥廷根附近的 Konigshall-Hindenburg 鉀礦和英國約克郡惠特比的Boulby鉀礦、哈薩克斯坦烏拉爾斯克地區的 Chelkar 鹽丘、俄羅斯西伯利亞東部的伊爾加盆地和以色列死海塞多姆山塞多姆地層 .